# Netpariteit

Landen of regio's waar netpariteit voor zonnepanelen is behaald (anno 2015)
Netpariteit behaald voor 2014
Netpariteit behaald na 2014
Alleen netpariteit bereikt voor piekprijzen
Amerikaanse staten die op het punt staan om netpariteit te bereiken
Bron: Deutsche Bank, Februari 2015

Netpariteit is een begrip uit het vakgebied van de duurzame energie. Bij netpariteit heeft de elektriciteit die door eindgebruikers zelf opgewekt wordt uit duurzame energiebronnen, dezelfde kostprijs als energie uit het stroomnet.
Voor zonne-energie treed netpariteit het eerst op in gebieden met veel zon en een relatief hoge elektriciteitsprijs. Uit marktinventarisaties van de Stichting Monitoring Zonnestroom blijkt dat scherpe prijsdalingen er voor hebben gezorgd dat netpariteit in Nederland in augustus 2012 werd bereikt.
Het moment van het bereiken van netpariteit hangt af van verschillende factoren. Enkele van deze factoren zijn de olieprijs, de kosten van zonnecellen en de belastingen en subsidies op energie.